# Linea Stalin
Linea Stalin è il nome dato nella seconda guerra mondiale dai tedeschi ad una discontinua linea di fortificazioni sovietiche che si stendeva alle spalle della vecchia frontiera con la Polonia del 1939, da Odessa fino al confine con la Finlandia, davanti a Leningrado.

## Storia
La struttura venne costruita tra il 1928 e l'autunno 1939.
La linea, non più tenuta in piena efficienza dopo gli accordi del 1939 fra Mosca e Berlino, che avevano spostato la frontiera ad occidente, non costituì un significativo ostacolo all'avanzata tedesca del 1941, opponendo alla tattica dinamica della Blitzkrieg una difesa rigida e discontinua dove sarebbe stata necessaria una difesa mobile.
Solo la zona centro-meridionale della linea, che si appoggiava alle vaste paludi del Pryp"jat' nella Polesia, rallentò l'avanzata tedesca, costringendo il comandante in capo della 6. Armee (generale von Reichenau) a rinunciare al programmato sfondamento verso Kiev (9 agosto 1941).

## La linea Stalin oggi
Attualmente, nel tratto di Minsk, è presente un museo inaugurato per il 60º anniversario della vittoria sovietica della seconda guerra mondiale: al suo interno si possono visitare i bunker e trovare equipaggiamento ed armi risalenti alla seconda guerra mondiale.